# Подсосенье (Берновское сельское поселение)
Подсосенье — деревня в Старицком районе Тверской области. Входит в состав Берновского сельского поселения.

## География
Находится в южной части Тверской области на расстоянии приблизительно 27 км на северо-запад по прямой от районного центра города Старица на левобережье речки Тьма.

## История
Деревня была отмечена ещё на карте Менде (состояние местности на 1848 год). В 1859 году здесь (деревня Старицкого уезда) было учтено 22 двора, а в одноименном сельце −2, в 1941 — 35.

## Население
Численность населения: 188 человек в деревне и 11 в сельце (1859 год), 20 (русские 90 %) в 2002 году, 9 в 2010.